# Mallanaikankoppa, Shiggaon
Mallanaikankoppa là một làng thuộc tehsil Shiggaon, huyện Haveri, bang Karnataka, Ấn Độ.